# Kim Hong-seon (réalisateur, né en 1976)
Dans ce nom coréen, le nom de famille, Kim, précède le nom personnel.
Pour les articles homonymes, voir Kim Hong-seon.
Kim Hong-seon (김홍선) est un réalisateur et scénariste sud-coréen, né le 21 octobre 1976.

## Biographie
Kim Hong-seon est né en Corée du Sud. Il obtient un diplôme d'études supérieures en beaux-arts spécialisé en cinéma et audiovisuel à la Tisch School of the Arts à New York.
Il commence sa carrière à la télévision en tant qu’assistant réalisateur des séries télévisées telles que 90 Days, Time to Love (90일, 사랑할 시간, 2006), Working Mom (워킹맘, 2008), Syle (스타일, 2009) et Big Thing (대물, 2010).
En 2012, il présente son premier long métrage Traffickers (공모자들) en tant que réalisateur, coproducteur et coscénariste, pour lequel il récolte le prix du meilleur nouveau réalisateur au Blue Dragon Film Awards dans la même année.
Le 16 septembre 2022, il présente son film Project Wolf Hunting (늑대사냥) en avant-première au Festival international du film de Toronto, dans la catégorie « Midnight Madness ».

## Filmographie

### En tant que réalisateur
- 2012 : Gongmojadeul (공모자들)
- 2014 : The Con Artists (기술자들)
- 2017 : The Chase (반드시 잡는다)
- 2019 : Metamorphosis (변신)
- 2022 : Project Wolf Hunting (늑대사냥)

### En tant que scénariste
- 2012 : Gongmojadeul (공모자들)
- 2022 : Project Wolf Hunting (늑대사냥)

## Distinctions

### Récompense
- Blue Dragon Film Awards 2012 : Meilleur nouveau réalisateur pour Gongmojadeul (공모자들)

### Nomination
- Grand Bell Awards 2012 : Meilleur nouveau réalisateur pour Gongmojadeul (공모자들)